# Minimum efficiency reporting value
Pour les articles homonymes, voir MERV (homonymie).

La cote minimum efficiency reporting value, plus connue sous le nom de cote MERV, est une échelle de mesure conçue en 1987 par l'American Society of Heating, Refrigerating and Air-Conditioning Engineers (ASHRAE) pour mesurer l'efficacité des filtres à air. Cette échelle représentait « un bond en avant dans la précision et l'exactitude de la mesure de l'efficacité des filtres à air ».
Cette échelle a permis d'atteindre des améliorations à la santé tout en réduisant les coûts dans les systèmes de chauffage, ventilation et climatisation. Par exemple, un filtre avec une cote MERV adéquate peut remplacer un filtre HEPA couteux et parfois inapproprié dans un système central à cause de la diminution de pression occasionnée par la densité du filtre HEPA. Des études ont démontré qu'un filtre avec un MERV moyen de 7 à 13 est presque aussi efficace pour éliminer les allergènes qu'un filtre HEPA beaucoup plus couteux à installer et à entretenir.

## Les cotes MERV
L'échelle est conçue pour indiquer la pire performance d'un filtre traitant des particules dans la gamme de 0,3 à 10 micromètres. La cote MERV va de 1 à 16. Les plus hautes cotes MERV correspondent à un pourcentage plus élevé de particules capturées à chaque passage, un filtre MERV 16 capturant plus de 95 % des particules sur la gamme de 0,3  à   10 micromètres.
| MERV  | Grosseur minimum des particules | Contaminants typiques contrôlés | Applications typiques                                                               |
| ----- | ------------------------------- | --- | ----------------------------------------------------------------------------------- |
| 1–4   | > 10,0 μm                       | Pollen, acariens de poussière, débris de cafard, poussière de ponçage, poussière de pistolet à peinture, fibres textiles, fibres de tapis                                      | Unités résidentielles d'air climatisé de fenêtre                                    |
| 5–8   | 10,0–3,0 μm                     | Moisissures, spores, débris d'acariens, les squames de chat et de chien, laque pour les cheveux, protecteur de tissu, aides dépoussiérage, préparation pour pouding            | Résidences moyennes, espaces commerciaux moyens, espaces de travail industriels     |
| 9–12  | 3,0–1,0 μm                      | Legionella, poussière d'humidificateur, poussière de plomb, farine broyée, particules d'émission automatique, gouttelettes de nébulisation                                     | Résidences haut de gamme, espaces commerciaux haut de gamme, laboratoires d'hôpital |
| 13–16 | 1,0–0,3 μm                      | Bactéries, gouttelettes d'éternuement, huiles de cuisson, la plupart des poussières de fumée et d'insecticide, la plupart des poudres pour le visage, la plupart des peintures | hôpitaux et salles de chirurgie                                                     |
| 17–20 | < 0,3 μm                        | Virus, poussières de charbon, sel de mer, fumée | Salles blanches de fabrication électronique et pharmaceutique                       |

Bien que la plus petite cote MERV de chaque ligne n'ait aucune exigence en ce qui a trait au filtrage des particules dont la grosseur apparaît sur cette ligne, cette cote a une exigence plus grande que les cotes MERV inférieures pour le filtrage de toutes les grosseurs de particules. Par exemple, une cote MERV 13 n'a aucune exigence pour le filtrage des particules de 0,3  à   1,0 μm (le standard indique une exigence < 75 %) mais cette même cote a une exigence plus grande que la cote MERV 12 pour le filtrage des particules de 1.0 à 3.0 μm, de 3,0  à   10,0 μm, et > 10 μm. Toutes les autres cotes MERV de chaque ligne ont une exigence en ce qui a trait au filtrage des particules dont la grosseur apparaît sur cette ligne.

## Source
- (en) Cet article est partiellement ou en totalité issu de l’article de Wikipédia en anglais intitulé « Minimum efficiency reporting value » (voir la liste des auteurs).